# Iglesia de San Martín de Llampaies
San Martín de Llampaies es una iglesia románica de los siglos XII-XIII, ampliada con posterioridad con una obra de fortificación levantada sobre los muros románicos creando un segundo piso que soporta el tejado.
Está formada por una sola nave cubierta con bóveda apuntada que arranca de los muros laterales en una moldura. La vuelta comienza con sillares irregulares y pequeños, para continuar con sillares bien pulidos y más grandes. Se desconoce si se debe a un cambio en la construcción o a una reconstrucción posterior. La nave está rematada por un ábside semicircular.
La fachada principal, orientada a poniente, cuenta con una puerta de arco de medio punto adovelada. Está enmarcada en un mini-pórtico que presenta un gran arco de entrada apoyado en unas pequeñas impostas encorvadas. En la fachada, por encima de la portada hay una ventana con arcos de medio punto, de doble derrame.
El muro románico, de sillares grandes y bien pulidos, fue sobrealzado para fortificar el edificio. Aunque está presente una abertura cuadrada a la altura del segundo piso. Salvo la fachada, en el resto de muros se observa una imposta a la altura de la unión entre el original y la ampliación.
A ambos lados de la nave hay unas capillas laterales y otras edificaciones posteriores: la sacristía y un edificio más moderno que pertenece al cementerio al lado meridional y la torre-campanario y una construcción semicilíndrica donde se aloja la escalera del campanario y del estruendo en el muro de tramontana.
El ábside, de planta semicircular con bóveda de cuarto de esfera, posee una ventana doble y arcos de punto redondo de pequeñas dovelas. Por encima de él, el muro de la fortificación sigue la forma semicircular del ábside que le hace de basamento y posee algunas aspilleras.
El campanario es de factura posterior. Tiene planta cuadrada y se levanta sobre la capilla lateral más antigua. En el piso superior, donde se alojan las campanas, hay dos ventanas alargadas en cada cara. La torre del camapana termina en un tejado a cuatro aguas.
En el interior del edificio, la bóveda apuntada y seguida termina en un arco triunfal de medio punto. La cornisa interior es encorvada; se conserva en ambos muros laterales de la nave y forma las impostas del arco triunfal; en el ábside ha sido dañada.